# Symphyllia erythraea
Symphyllia erythraea là một loài san hô trong họ Mussidae. Loài này được Klunzinger mô tả khoa học năm 1879.